# 天祐垂聖
天祐垂聖（てんゆうすいせい）は、西夏の毅宗の治世で用いられた元号。1050年 - 1052年。

## 西暦・干支との対照表
| 天祐垂聖 | 元年   | 2年    | 3年    |
| 西暦     | 1050年 | 1051年 | 1052年 |
| 干支     | 庚寅   | 辛卯   | 壬辰   |